# Kasno brončano doba u sjevernoj Hrvatskoj
.
Tijekom kasnog brončanoga doba sjeverna Hrvatska je bila uključena u vrlo dinamična, turbulentna zbivanja koja su u to vrijeme zahvatila velik dio europskog kontinenta. U njegovom se središtu od 13. do 8. st. pr. Kr. razvija kultura polja sa žarama, čiji nosioci nisu pripadali jedinstvenom etničkom kompleksu.
Oprema ratnika kulture polja sa žarama svjedoči o njezinoj moći i militantnom karakteru.
Za duhovnu kulturu tog ratničkog soja karakteristično je spaljivanje mrtvih (incineracija) uz prilog nakita i oružja u žarama na ravnim prostranim grobljima (urnenfelderi tj. polja sa žarama), kult predaka i solarni kult.
.
Hans Müller – Karpe dovodi fundus srednjoeuropske kulture polja sa žarama u relaciju s kasnomikenskom kulturom i Egiptom, te kronologiju kulture polja sa žarama fiksira od početka 13. st. (BrD) do kraja 8. st. (HaB3) pr. Kr.
Za kronologiju kulture polja sa žarama važne su egejske seobe, čije je polazište bilo negdje u srednjem Podunavlju.
U svojem prvom valu cca 1220. – 1200. g. pr. Kr. te su seobe izazvale razaranja na egejskome tlu, koja su trajala čitavo 12. st. pr. Kr., sve do rušenja Mikene i pobjede Ramzesa III nad narodima s mora, ovjekovječene na reljefu na pročelju njegova hrama u Medinet Habuu.
Nosioci prvog i drugog vala egejske seobe nisu bili stanovnici prailirske regije, nego etničke skupine iz srednjeg Podunavlja, vjerojatno u vezi s kasnijim Panonima.
Najjužniji dio kulture polja sa žarama srednjepodunavskih obilježja je onaj iz međurječja Save i Drave, te u sjevernoj Bosni. 
Od 10. st. pr. Kr. postoje jake veze i s kulturom polja sa žarama na tlu Slovenije (nekropole Velika Gorica i Dobova), te s Glasincem na središnjem Balkanu.
U starijem razdoblju kultura polja sa žarama vrši jak utjecaj prema jugu do južne Bosne i Japodije, te do Dalmacije.
U Hrvatskoj su većinom ispitana groblja kulture polja sa žarama, a ne njezina naselja, i to uglavnom davno, pa s tih istraživanja nisu sačuvane grobne cjeline.
Brojne otkrivene ostave kulture polja sa žarama dokazuju jaku metaluršku aktivnost te kulture na tlu sjeverne Hrvatske.

## I. Grupa Virovitica
Grupa Virovitica predstavlja najstariju manifestaciju kulture polja sa žarama u savsko – dravskom međurječju. 
Paralelna je s grupom Belegiš II u istočnoj Slavoniji, s kojom međutim nema dodira. 

### Nastanak
Grupa Virovitica je nastala prodorom iz srednjeg Podunavlja na tlo zapadnog dijela međurječja Save i Drave.
U svojoj prapostojbini se na osnovama kasne kulture grobnih humki koju je karakterizirala inhumacija i skeletni ukop, formirala kulture polja sa žarama s novim obredom incineracije u velikim ravnim nekropolama.
Zasad je moguće općenito reći da porijeklo nositelja Virovitičke grupe valja tražiti u zapadnoj Transdanubiji (analogije iz županija Zala i Somogyi) i Donjoj Austriji (Baierdorf), te u južnoj Moravskoj (Blučina), iako tamo nailazimo još na prijelazni oblik incineracije pod tumulima. S tim nalazištima fundus Virovitice pokazuje najveću srodnost.
Na tlu sjeverne Hrvatske virovitička grupa nastaje u doba Br D i HaA, tj. krajem 13. i početkom 12. st. pr. Kr.
Ta propulzivna grupa vrši jaki prodor i u sjevernu Bosnu, ali se tamo manifestira u reduciranoj varijanti materijala. Ipak, tu se uspjela održati i onda kada u savsko-dravskom međurječju nestaje pod ekspanzijom sa sjevera, iz kruga Baierdorf (mlađa faza Grossmugl) – Velatice, krajem 13. i početkom 12. st. (cca kraj Br D),  kada se u našem međurječju formira grupa Zagreb, koju prvo prepoznajemo po tzv. fibulama u obliku violinskog gudala.

### Područje rasprostiranja i glavna nalazišta
Glavni lokaliteti su nekropole:
- Sirova Katalena – spašeno 11 grobova (rodovsko uređ. – grobovi su u grupama)
- Virovitica – od 100 spašeno 6 grobova
- Moravče kod Sesveta

### Pogrebni običaji
Obred sahranjivanja pokojnika nosilaca grupe Virovitica bio je sljedeći: u ljevkastu grobnu jama se stavljaju razbijene keramičke posude, a na njih žara, koja je ponekad poklopljena zdjelom s dnom okrenutim prema gore. 
Na žaru se stavljao pepeo, zatim se nasipavala zemlja. 
U nekropolama sjeverne Bosne tipa Barice kosti su polagane direktno u jamu tj. u zemlju i pokrivane su žarom dna okrenutog na gore.

### Ostave
Zasad je otkrivena samo jedna ostava - Peklenica u Međimurju.
Inventar ostave:
- mačevi Sprockhoff 1a – važni za dataciju u Br D
- mač s ovalnom pločicom za nasad
- igle s okruglom makovom glavicom zadebljalog vrata
- srpovi
- keltovi (kasnobrončanodobne sjekire)

### Metalni nalazi
Metalni nalazi grupe Virovitica nisu osobito brojni.
Osim gore spomenutih mačeva Sprockhoff 1a važne su i igle.
Značajan je nalaz topuzaste igle i igle sa spljoštenom glavicom poput glavice čavla.
Igla s ušicom je kronološki nebitna, jer se javlja od kulture grobnih humki (srednje brončano doba) do halštata (starije željezno doba). 
Tip igle s makovom glavicom zastupljen je s nekoliko primjeraka.

### Keramoprodukcija
Keramika virovitičke grupe izrasta na tradiciji keramike srednjeg brončanoga doba srednjeg Podunavlja iz kojeg se ova grupa proširila u Hrvatsku.
Najznačajniji keramički oblici su:
- velike žare s crtom na ramenu, koje nasred trbuha imaju dvije drške
- zdjele kojima su poklapane žare
- zdjelice imaju dva glavna tipa, i na njima se ponekad javljaju bradavičasta ispupčenja koja su relikt srednjeg brončanoga doba
- pehari na nozi su tipični za virovitičku grupu, te imaju naglašen brid na trbuhu
- tipični su i trbušasti ćupovi

## II. Grupa Zagreb
Građa grupe Zagreb sačinjava drugu i treću fazu kulture polja sa žarama u savsko-dravskom međurječju.
Stilski je srodna kulturnome krugu Baierdorf – Velatice na tlu Donje Austrije, Južne Moravske i Transdanubije, odakle je vjerojatno mirno prodrla u savsko-dravsko međurječje (nizinski, a ne putem Štajerske) na tlo virovitičke grupe koncem BrD,  te u sjevernu Bosnu. U zapadnom Srijemu graniči s mlađim horizontu grupe Belegiš (II).
Traje od Br D do Ha A1 i A2, tj. približno u 12. i 11. st. pr. Kr.
Karakterizira je golem fundus ostava, čije bogatstvo i obilje materijala dokazuju vrlo intenzivnu ljevačku djelatnost u savsko-dravskom međurječju. 
Bogate su keltovima, sjekirama sa zaliscima, srpovima, dlijetima, noževima, britvama.
Jedino poznato naselje je ono sojeničko u Novigradu na Savi (otkrivene su pravokutne kuće na drvenim platformama) 
Sačuvani kalupi i tamo dokazuju ljevačku aktivnost.
Lokaliteti su osobito gusti uz Dravu, Savu i Kupu.
Stariju fazu grupe (12. st. pr. Kr.) karakterizira nekropola Zagreb – Vrapče (spašeno je 5 grobova).
Mlađu fazu (11. st. pr. Kr.) karakterizira nekropola Zagreb – Horvati.

## Starija faza (Zagreb – Vrapče)
Žare iz Sarvaša i Novigrada tipološki su u vezi sa stupnjem Baierdorf, s izravnom paralelom u samoj nekropoli Baierdorf, a one iz Zagreba tj. Vrapča malo su mlađe, i u vezi s horizontom Velatice HaA1, te zapravo deriviraju iz kasne kulture grob humaka istočnoalpskog prostora.
Upliv kruga Baierdorf - Velatice očituje se i na žarama koso kaneliranih trbuha s blago skošenim cilindričnim vratom, te kod plitkih zdjela uvučenog i široko kaneliranog ili glatkog otvora. Jajolika žara ravno rezanog otvora iz Zagreb - Vrapča rjeđa je u kulturnom krugu Baierdorf – Velatice, ali je zato česta u Tirolu. Taj oblik u kasnijoj grupi Velika Gorica postaje jedan od glavnih tipova. Za isti tirolski kulturni krug tipične su žare iz Zagreb - Vrapča i Martijanca. U grobu iz Zagreba takva žara čak je vezana s britvom autohtonog istočnoalpskog tipa.
Nekropola Zagreb - Vrapče zorno ilustrira preplitanje BrD i HaA1 formi, tj. asimilaciju Virovitičkih i Baierdorf Velatice elemenata (mlađi stupanj Grossmugl Ha A1) od strane nosilaca starije faze grupe Zagreb. 
To odlično ilustrira sadržaj groba 1 nekropole Zagreb - Vrapče s dvosjeklom britvom i istočnoalpskom pincetom s trokutastom nožicom, te iglom okrugle glavice tipičnom za drugi horizont ostava savsko-dravskog međurječja. Žara iz istog groba, kao i analogni primjer iz Martijanca, identične su žari iz poznatog groba I nekropole u Mühlau u sjevernom Tirolu iz oko 1200. g. pr. Kr. 
Osim toga, sam način pokapanja u kamenu škrinju također odaje jak utjecaj kruga Baierdorf-Velatice, gdje je taj način bio uobičajen na način kao i u Zagreb – Vrapču: 
kombinacijom ukopa u kamenu škrinju ili u zemljanu jamu. 
Ta dva različita načina ukopa možda odražavaju socijalne razlike koje su postojale za života pokojnika. Navedeni običaj u mlađoj fazi grupe Zagreb nestaje, što je možda dokaz asimilacije s domicilnim stanovništvom Virovitičke grupe.
Autohtone elemente pokazuje tip žare s tunelastom ručkom na sredini trbuha i s bradavičastim izbočenjima kratkog cilindričnog vrata iz Zagreb – Vrapča, koja je derivat iz virovitičke tradicije.
Za stariju fazu grupe Zagreb važni su mačevi s drškom u obliku jezička iz Koprivnice (tip Aranyos), kao i mač iz Siska (tip Stazling). Isti mač je prisutan u nalazima kasnomikenske kulture iz 12. st. pr. Kr., tj. iz vremena kojem pripada i primjerak iz ostave Veliko Nabrđe.
Specifikum ove grupe je pojava tzv. fibula u obliku violinskog gudala, prvih fibula uopće. Otkriveno ih je čak 20 u savsko-dravskom međurječju, što dokazuje da su im tu bili radionički centri. 
Te fibule datiraju stariju fazu Grupe Zagreb između kraja 13. i kraja 12. st. pr. Kr.
Keramoprodukcija odstupa od klasičnog repertoara kruga Baierdorf – Velatice, jer sadrži elemente iz prethodne grupe Virovitica. 
Trbušaste žare cilindričnog vrata s razvraćenim facetiranim obodom tipične su za krug Baierdorf Velatice. 

## Mlađa faza (Zagreb – Horvati)
Ova faza zapravo je nastala kao plod kontinuiranog razvoja grupe Zagreb.
Naglo isčezavanje pokapanja u kamene škrinje govori o brzoj asimilaciji došljaka od strane domicilnog stanovništva Virovitičke grupe, koja takvo pokapanje nije prakticirala.
Nekropola Zagreb - Horvati vrlo je značajna iako nisu sačuvane grobne cjeline, jer je u direktnoj vezi s najmlađim stupnjem kultnoga kruga Velatice u srednjem Podunavlju.
O mirnom, kontinuiranom razvoju najbolje svjedoči kontinuitet grupe Dobova, što dokazuje da je savsko-dravsko međurječje ostalo po strani nemira vezanih uz drugi val egejske seobe, koji je u istočnoj Slavoniji i Baranji izazvao velike promjene.
Žare širokog otvora iz Zagreb - Horvata najsrodnije su formama iz Tirola.
Novi element na prijelazu iz HaA2 u B1 je nestanak fibula u formi violinskog gudala i pojava prvih ratničkih fibula u doba kraja submikenskog i početka protogeometrijskog perioda, oko 1000. g. pr. Kr., što je ujedno i donja granica trajanja grupe Zagreb.
Ukupno razdoblje trajanja grupe Zagreb je dakle 12. i 11. st. pr. Kr., što potvrđuju i brojne ostave iz tog razdoblja.

## III. Grupa Velika Gorica
Grupa Velika Gorica sačinjava završnu, četvrtu fazu kulture polja sa žarama sjeverne Hrvatske. Relativno - kronološki ju se može smjestiti u razdoblje Ha B1 i djelomično B2, a apsolutno kronološki u čitavo 10. i 9. st. pr. Kr., s mogućim trajanjem i u 8. st. pr. Kr.
Glavna nalazišta grupe Velika Gorica protežu se uz Savu i u Pokuplju: tu su locirane nekropole, ali nisu otkriveni tragovi naselja. 
Ostave Miljana i Ivanec Bistranski su u Zagorju.
Na istoku zasad između grupe Velika Gorica i grupe Dalj postoji hiatus (prostor bez nalaza). On bi moglo biti posljedica povlačenja nosilaca kulture polja sa žarama s izloženog ravničarskog tla zapadne Slavonije u gorovite krajeve prema predalpskom području.
Nemiri i pomicanja koji su na prijelazu iz 11. u 10. st. pr. Kr. tijekom drugoga vala egejske seobe zahvatili srednje Podunavlje, i koji su na istoku Hrvatske izazvali velike promjene, nisu zahvatili (i) područje grupe Velika Gorica, što dokazuje i kontinuitet nekropole Dobova od Ha A (s kojom je grupa velika Gorica bila u najneposrednijoj vezi), nego je tu posljedica tih turbulentnih zbivanja bila samo neizravna – pomicanje kulture žarnih polja u predalpski prostor te na obronke Alpi, pa je od tada naseljen i Budinjak, lokalitet koji se sustavno istražuje već dugi niz godina.
U to vrijeme na istoku se formira grupa Dalj, koja ima veze sa sjevernom Bosnom i Donjom Dolinom. 
U samoj Velikoj Gorici velik dio nekropole je uništen, a od sačuvanih 66 grobova malo je sačuvanih grobnih cjelina. 

## Starija faza - Velika Gorica I

### Metalni nalazi
Tipične su igle ukrašene valovnicom koje imaju i slovenska nalazišta Ruše I, Ljubljana i Dobova. 
Igla s lukovičastom glavicom i naizmjenično tordiranim vratom kvadratnog presjeka također pripada ovoj fazi, kao i male naočalaste fibule s osmicom u sredini. 
Jednosjekla britva s izbočinom na leđima i tordiranim drškom prstenastog završetka pripada tipu Oblekovice i obično je prati igla s vodoravno kaneliranom glavicom, a tom vremenu pripada i šuplja sjekira sa pseudozaliscima tipa Passau.
Osobito su zanimljivi pojasevi od brončanoga lima iz ostave Kapelana kod Donjeg Miholjca. Otkrivena su četiri pojasa u obliku elipsoidne ploče, ukrašene urezivanjem. Ukrasi se sastoje od sunčevih simbola, prikaza ptice i dr., a na sva četiri prikaza kompozicija je jedinstvena, kanonizirana, odstupanja postoje samo u manjim detaljima. Vjerojatno su sva četiri pojasa rad istog majstora tj. radionice.
Ostava Ivanec Bistranski ima i sjekire s „V“ ornamentom i paralelnim resama. 
Antenski mač tipa Lipovka s drškom u formi jezička i ukrasom u formi antena ornamentom je vezan za koplje s okovom motke iz istog groba, a sve to ide u period Ha B2.

### Keramoprodukcija
Tipične su zdjele s bridom na ramenu i visokom ručkom, te trbušaste amfore s 2 ručke.
Zdjelice s bridom na ramenu i jednom ručkom što prelazi rub i trbušasta amfora s 2 ručke razvile su se na ranijim formama Baierdorf – Velatice grupe Zagreb, isto kao i kuglaste žare s rupom koje su uzor imale u bikoničnim žarama bez vrata grupe Zagreb. Ta je rupa na žarama svakako imala simboličko značenje vezano za zagrobni život. Kroz nju je duša mogla ili ući, ili izaći, a dokazi postojanja sličnih vjerovanja poznati su s kamenih obloga megalitskih grobova, na žarama lužičke kulture, pa i drugdje tj. nisu specifikum samo jedne etničke ili kulturne grupe. 
Uz ove kuglaste, važne su i velike jajolike žare s razvraćenim vratom. 

## Mlađa faza - Velika Gorica II
Najreprezentativniji nalazi za ovo razdoblje su grobovi 11/1910. i 3/1926. iz Velike Gorice. Osobito je važan grob 1/1911. u Velikoj Gorici koji je vjerojatno pripadao vojnom princepsu.

### Metalni nalazi
Tipični nalazi je i nož Velem St. Vid 
Iz groba 3/1916. potječe ulomak „harfenfibule“.
Igla s glavicom u formi diska ima uzor u balkanskom radioničkom krugu.

### Keramoprodukcija
Kuglaste žare s rupom prate obje faze virovitičke nekropole.
Zdjelica sa pseudovrpčastim ornamentom tipična je za mlađu fazu grupe Velika Gorica.
Antropomorfni i zoomorfni urezi magijskog karaktera na kupi na nozi ukazuju na moguće Ha B3 trajanje trešćerovačke nekropole, tj. na dugo postojanje grupe Velika Gorica i u 8. st. pr. Kr., a slične ukrase nalazimo primjerice i ljubljanskoj grupi, u grobu 86 nekropole u Ljubljani.
Za obje faze grupe Velika Gorica tipične su male naočalaste fibule s osmicom u sredini, kao i sljepoočničarke i torkvesi (ogrlice ukrašene tordiranjem).

### Pogrebni običaji
Glavni pogrebni ritus je incineracija u žaru, ponekad poklopljenu.
U Ozlju je otkrivena jama u kamenu živcu, bez žare.
Srodnost zagrobnih koncepata grupe Velika Gorica i grupe Dobova očituju žare s rupom u sredini.

### Zaključak
Grupa Velika Gorica se mirno razvila iz grupe Zagreb, ali se za razliku od nje, usmjerene na Podunavlje, usmjerila na jugoistočne Alpe, o čemu govore paralele u materijalu s grupama Dobova - Ruše i Ljubljana.
Grupa Velika Gorica se jako razlikuje od njoj na istoku savsko-dravskog međurječja istodobne grupe Dalj. 
Dakle, od 10. st. pr. Kr. prostor međurječja se raspao na 2 kulturna kruga – Velika Gorica i Dalj.

## IV. Grupa Dalj
Grupa Dalj traje u kontinuitetu od 10. st. pr. Kr. do 3. st. pr. Kr. tj. do pojave Kelta, no u 8. st. pr. Kr. osjeća se jaki trakokimerijski upliv, tzv. trakokimerijski horizont: radi se o kulturnoj pojavi, a ne o etničkom prodoru iz pontskih stapa, kako su mislili neki raniji autori. 

### Područje rasprostiranja i glavna nalazišta
Rasprostranjena je u hrvatskom Podunavlju, u Vojvodini, a nalaze valja očekivati i u mađarskoj Baranji, sve do Mohača. Na istoku graniči s Bosutskom grupom.
Nekropole Vukovar i Šarengrad su tipične daljske nekropole, ali nedaleko Šarengrada već je bosutska grupa.
Velika nekropola u Batini je većinom poznata iz slučajnih nalaza. Uglavnom je imala žarne grobove s keramikom daljskog tipa i par skeletnih grobova, a traje od 10. do 3. st. pr. Kr.: ima dosta trakokimerijskih nalaza.
Nekropolu Dalj je početkom 20. st. iskopavao Viktor Hoffiler, no grobne cjeline nisu sačuvane: nešto materijala je iz razdoblja Ha B, a većina ima trakokimerijska obilježja.
Nekropola Vukovar Lijeva Bara sistematski je otkopana 1951. – 3. Otkrivena je 101 žara i 7 skeletnih grobova, što daje dobar uvid u zbivanja u 8. i 7. st. pr. Kr.
Ostave su rijetke, npr. Šarengrad, i imaju trakokimerijske dijelove konjske opreme.

### Nastanak
Grupa Dalj ima dva horizonta: mlađe kulture polja sa žarama i starijeg željeznoga doba.
Nastala je svakako ekspanzijom grupe Val iz sjeveroistočne Transdanubije oko 1000. god. pr. Kr., a o njezinim počecima govori nekropola u Doroslavu iz perioda HaA2 na HaB1.
Izraziti je predstavnik srednjepodunavske kulture polja sa žarama.

### Keramoprodukcija
Ha B1 horizontu pripadaju žare skošenog ravno odrezanog vrata bez profilacije s dvije ručke, žare skošena vrata i kaneliranoga trbuha s četiri male izbočine na prijelazu vrata u trbuh koje se u spoljoštenoj formi javljaju sve do 3. st. pr. Kr., zdjele s kosim kanelurama na otvoru ponekad ukrašene metličastim ornamentom tipične za krug Velatice ili sa stepenasto facetiranim uvučenim otvorom i male zdjelice s visokom ručkom, te trbušasti vrčevi s 1 ručkom. Posude su dakle ukrašene uglavnom samo kanelurama na trbuhu ili otvoru. Takav način ukrašavanja posuda u brončano doba zapravo imitira izgled metalnih posuda koje su im bile uzor, kao uostalom i poliranje posuda „na visoki sjaj“. Tijekom metalnih doba, naime, metalno posuđe predstavlja elitnu produkcijsku granu, koju ono keramičko često imitira, premda postoje i drukčiji primjeri, prije svega u smislu istovjetnosti motiva.

### Metalni nalazi
Broj metalnih priloga u grupi Dalj je skroman i oni su uglavnom iz skeletnih grobova, a oni koji su iz žarnih, pokazuju tragove gorenja. U njima je ponekad i do 20 posuda kao prilog.
Česte su male naočalaste fibule s osmicom u sredini. 
Tu je i polukuglasta kaciga s jabučicom na vrhu iz Batine.
Koncem Ha B3 osjećaju se velike promjene. To je prije svega veća količina trako-kimerijskog materijala u nekropolama Batina i Šarengrad, te nakit – osobito fibule – tipične za centralnobalkanski ilirski krug, kao i pojava skeletnih ukopa (inhumacija).
Nova je i upotreba željeza za izradu oružja i nakita.
Ipak, ukupno je količina oružja u grobovima vrlo mala, a vrlo malo je i ostava. 
Osjeća se i upliv s jugoistočno alpskog područja, što dokazuje čvorasta fibula tipa Vače iz groba muškarca u Vukovaru i željezno koplje, kao i željezno koplje i dvopetljasta lučna fibula s balkanskom asimetričnom nožicom iz Ha B3 iz drugog groba, srodna Glasincu i Rušama.
Veze s Balkanom još više jačaju u željezno doba. U jednom ženskom grobu pronađene su sljepoočničarke i važna narukvica s antropomorfnim privjescima, s analogijom u Rušama i dijadema, oboje iz razdoblja Ha B.
Na osnovu tog materijala pojavu skeletnih grobova valja datirati od 2. polovicu 8., do početka 7. st. pr. Kr., što je ujedno i kraj trajanja kulture polja sa žarama i početak željeznoga doba. 
Grupa Dalj kontinuira i dalje, što svjedoči kontinuitet materijalne kulture, osobito keramike. 
To razlikuje Dalj od matične grupe Val, koja prestaje oko 750. g. pr. Kr.